# Xylena unicolor
Xylena unicolor är en fjärilsart som beskrevs av Barend J. Lempke 1941. Xylena unicolor ingår i släktet Xylena och familjen nattflyn. Inga underarter finns listade i Catalogue of Life.